# Zahidne, Lutuhîne
Zahidne (în ucraineană Західне) este un sat în comuna Illiria din raionul Lutuhîne, regiunea Luhansk, Ucraina.

## Demografie
Componența lingvistică a localității Zahidne
     Ucraineană (84,33%)
     Rusă (14,93%)
     Alte limbi (0,75%)
Conform recensământului din 2001, majoritatea populației localității Zahidne era vorbitoare de ucraineană (84,33%), existând în minoritate și vorbitori de rusă (14,93%).